# جورج ستارك
جورج ستارك (بالإنجليزية: George Starke)‏ هو لاعب كرة قدم أمريكية أمريكي، ولد في 18 يوليو 1948 في نيويورك في الولايات المتحدة.

## وصلات خارجية
- جورج ستارك على موقع كلية كرة السلة في سبورتس رفرنس.كوم (الإنجليزية)
- جورج ستارك على موقع مرجع كرة القدم المحترفة.كوم (الإنجليزية)